# Café A Brasileira (Porto)

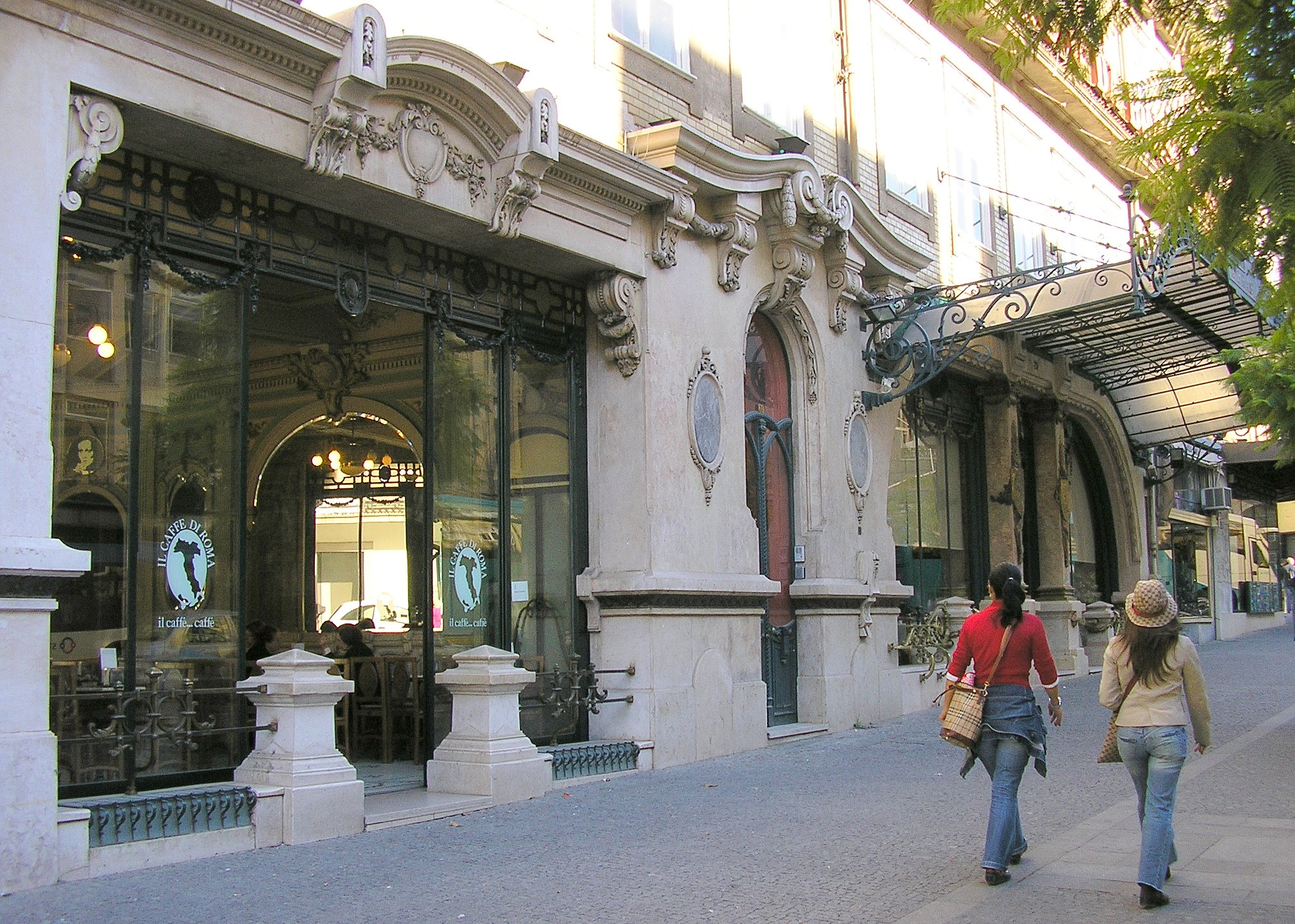
Das Café A Brasileira in Porto (2007)

Das Café A Brasileira ist ein Café in der portugiesischen Stadt Porto aus der Spätzeit der Belle Époque. Es befindet sich in der Hausnummer 75 der Rua de Sá da Bandeira, schräg gegenüber dem Teatro Sá da Bandeira und etwas oberhalb des Hauptbahnhofs São Bento.

## Geschichte
Der aus dem nordportugiesischen Alvarenga stammende und in Porto arbeitende Apotheker Adriano Soares Teles do Vale, Großvater des Filmschaffenden Luís Galvão Teles, war bereits als junger Mann nach Brasilien ausgewandert, wo er Ende des 19. Jahrhunderts als Händler und Kaffeeproduzent zu Reichtum gekommen war. Als seine Frau erkrankte, kehrte er 1903 mit ihr nach Porto zurück, wo sie etwas später starb. Hier wandte er sich der Schaffung von Verkaufspunkten für seinen brasilianischen Kaffee zu, die er Casa Brasileira oder A Brasileira nannte.

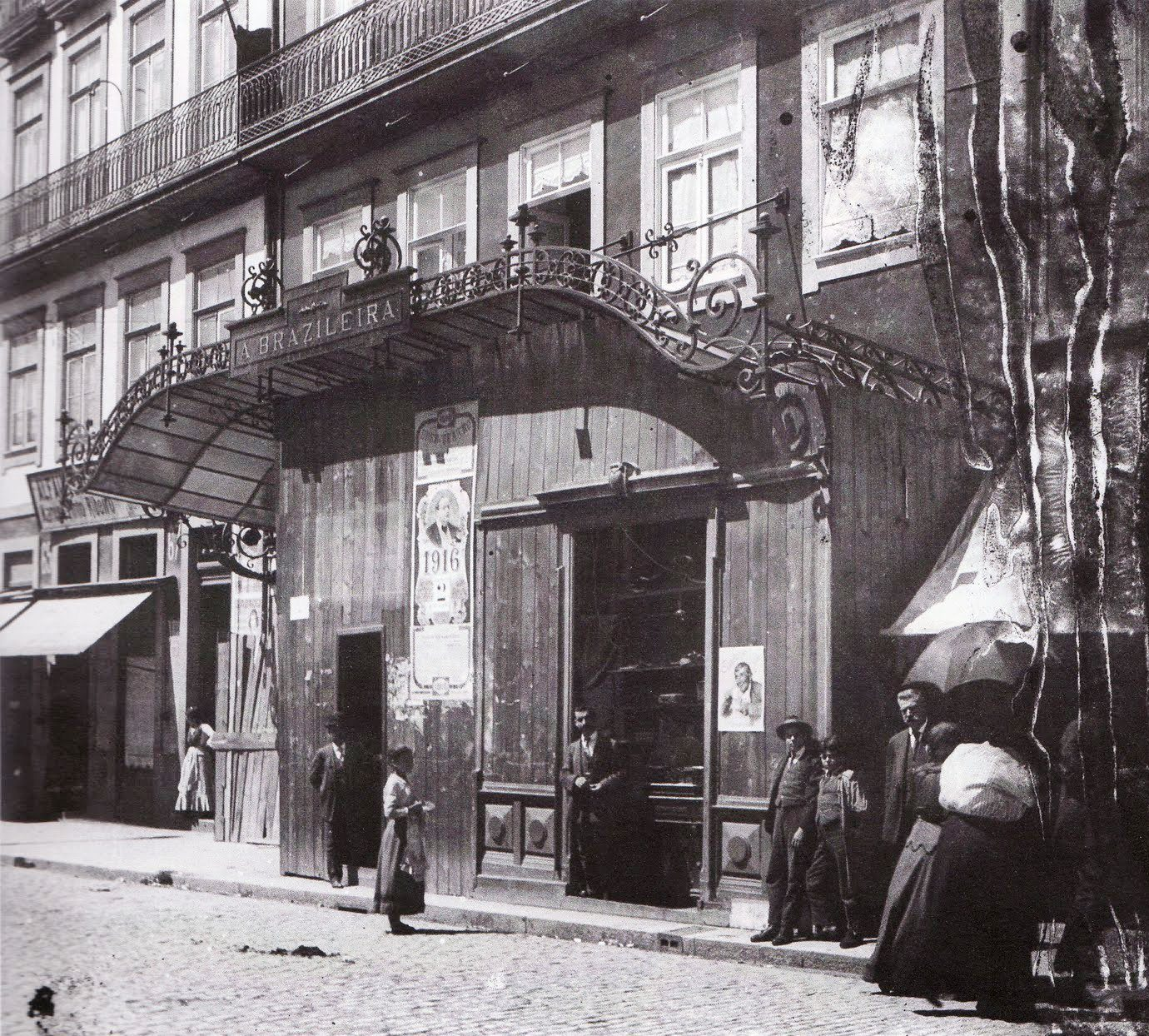
Das Café A Brasileira im Jahr 1916 (Foto von Aurélio Paz dos Reis)

Seine erste Verkaufsstelle eröffnete Teles 1903 im heutigen Lokal in der Rua Sá da Bandeira in Porto, gleich neben der Rua do Bonjardim, wo er früher bereits als Apotheker wirkte. 1905 folgte Lissabon (eine im Chiado-Viertel und eine am Rossio), weitere Niederlassungen eröffnete er in Coimbra, Braga, Aveiro und im spanischen Sevilla.
Um den Verkauf des wenig verbreiteten Kaffees zu beflügeln, gab er neben einer Kundenzeitschrift mit Zubereitungsanweisungen vor allem eine Tasse frisch gebrühten Espressos gratis an Käufer aus. Mit zunehmender Beliebtheit seines, heute als Bica überall im Land verbreiteten Kaffees, baute er seine Brasileira-Verkaufsstellen zu Kaffeehäusern unter dem einheitlichen Namen Café A Brasileira aus, zunächst 1908 in Lissabon.
1916 verzeichnete auch seine Verkaufsstelle in Porto eine enorme Nachfrage insbesondere nach den fertig zubereiteten Kaffees, so dass Teles sich zu einer Erweiterung um einen Kaffeesaal entschloss. Diese Neuerung traf den Zeitgeist der bürgerlichen Kreise Portos, und das Café A Brasileira wurde ein beliebter Treffpunkt, beflügelt nicht zuletzt durch die 1916 eröffnete nahe Prachtstraße Avenida dos Aliados, bis heute die bekannteste Flaniermeile der Stadt. Seit dem generellen Aufschwung des geistigen Lebens im Zusammenhang mit der entstandenen Ersten Portugiesischen Republik (Ausrufung am 5. Oktober 1910 in Porto) verkehrten zudem auch zunehmend Intellektuelle und Politiker hier.
Durch den kommerziellen Erfolg ermuntert, erstand Teles auch benachbarte Gebäude und eröffnete 1920 das Café neu, nun mit mehreren, aufwendig dekorierten Sälen. Fortan verkehrten hier bevorzugt die Künstler, Journalisten, Politiker und Intellektuellen der Stadt. 1938 eröffnete das Café A Brasileira nach Renovierungen in seinem heutigen Umfang neu.
1990 schloss das Café, und ein langsamer Verfall des Lokals setzte ein. 2003 eröffnete es unter dem alten Namen als Restaurant und Café neu, in einem Teil des alten Cafés, während der andere Teil nun von einem internationalen Konzern unter dem Namen Caffé di Roma betrieben wurde. 2008 endete die Geschichte des Cafés erneut, nachdem ein Gerichtsentscheid einen Verkaufsvertrag der besitzenden Bank, der wenige Schritte weiter ansässigen BPI, für nichtig erklärte. Die Bank schloss danach das Café und strebte einen Verkauf des gesamten Gebäudes an. Eine zwischenzeitliche Neueröffnung war nur von kurzer Dauer.
2013 wurde bekannt, dass der ehemalige portugiesische Fußballspieler und Nationaltrainer António Oliveira das Gebäude erworben hatte und den Umbau zu einem Hotel mit 80 Zimmern plante. Café und Restaurant sollen diesen Plänen zufolge als Teil des Hotelbetriebs erhalten bleiben. Zunächst war die Einweihung für 2015 vorgesehen, eine Eröffnung steht jedoch noch aus (Stand März 2016).
Heute ist das Café A Brasileira unter der Nummer 27096 in der portugiesischen Baudenkmal-Liste SIPA als geschützt eingetragen.

## Galerie

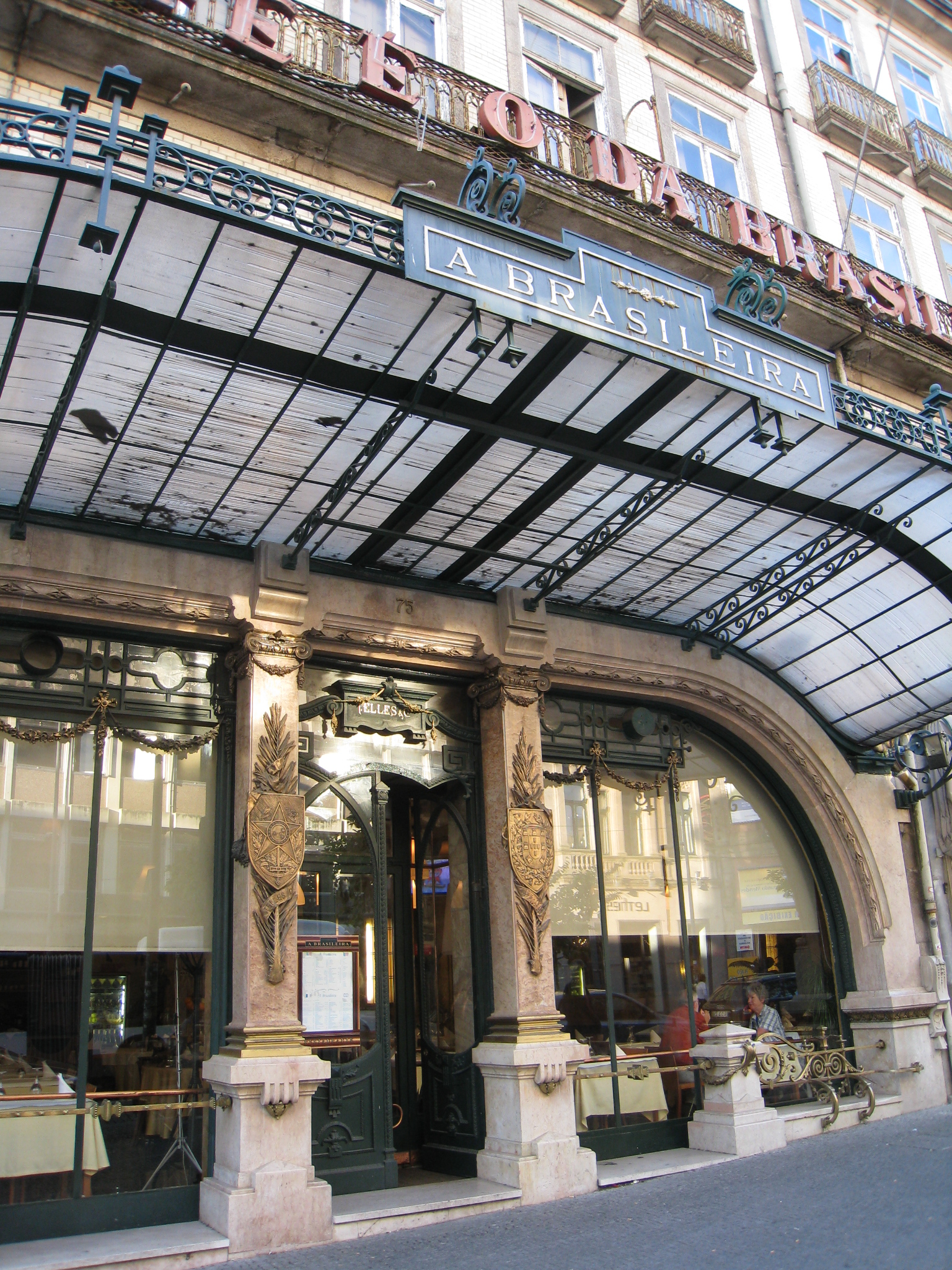
Eingang zum Café A Brasileira (2009)
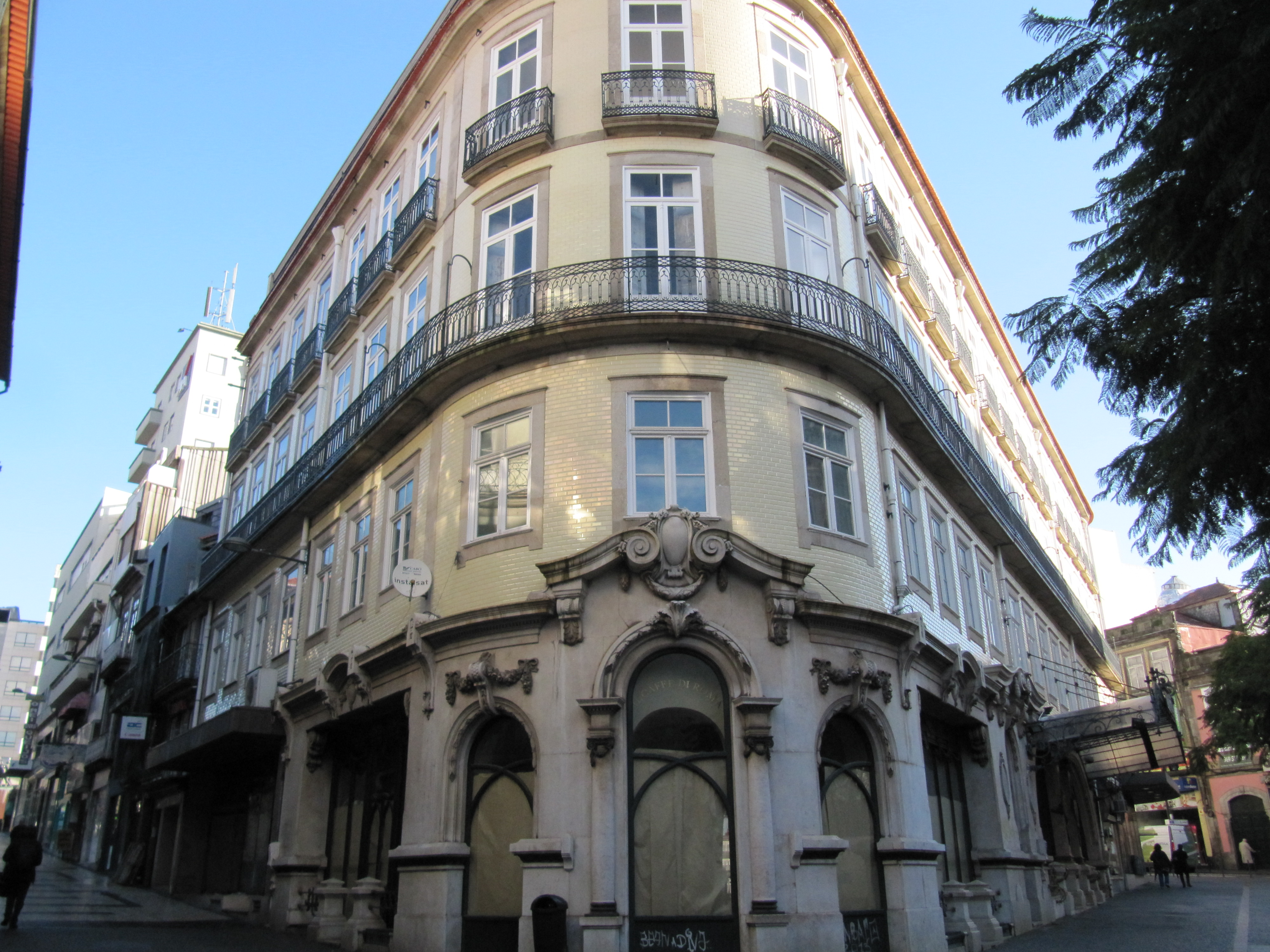
Ansicht des Cafés: Rua do Bonjardim (links), Ecke Rua de Sá da Bandeira (rechts), wo der Haupteingang ist
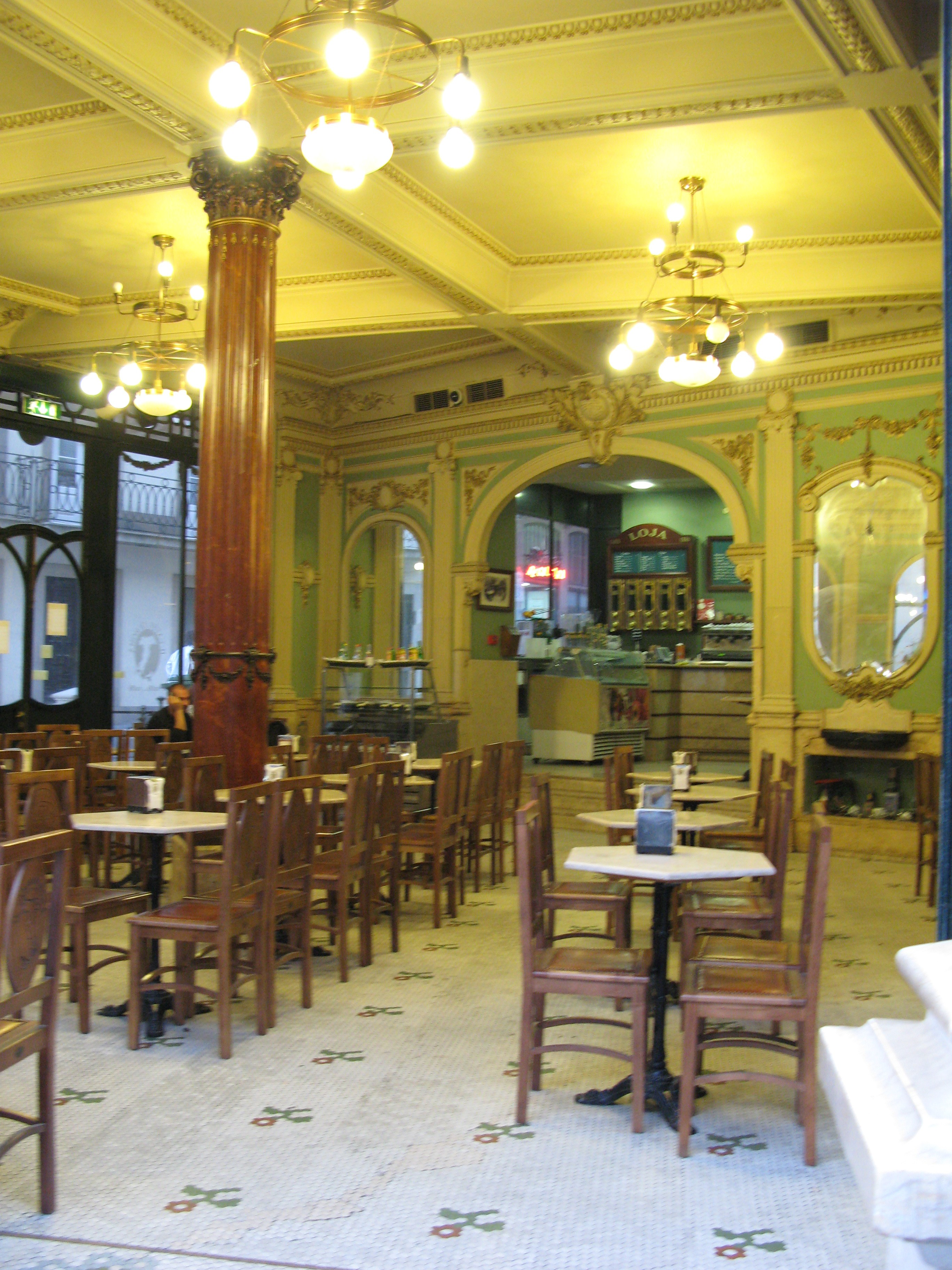
Im Café A Brasileira (2007)
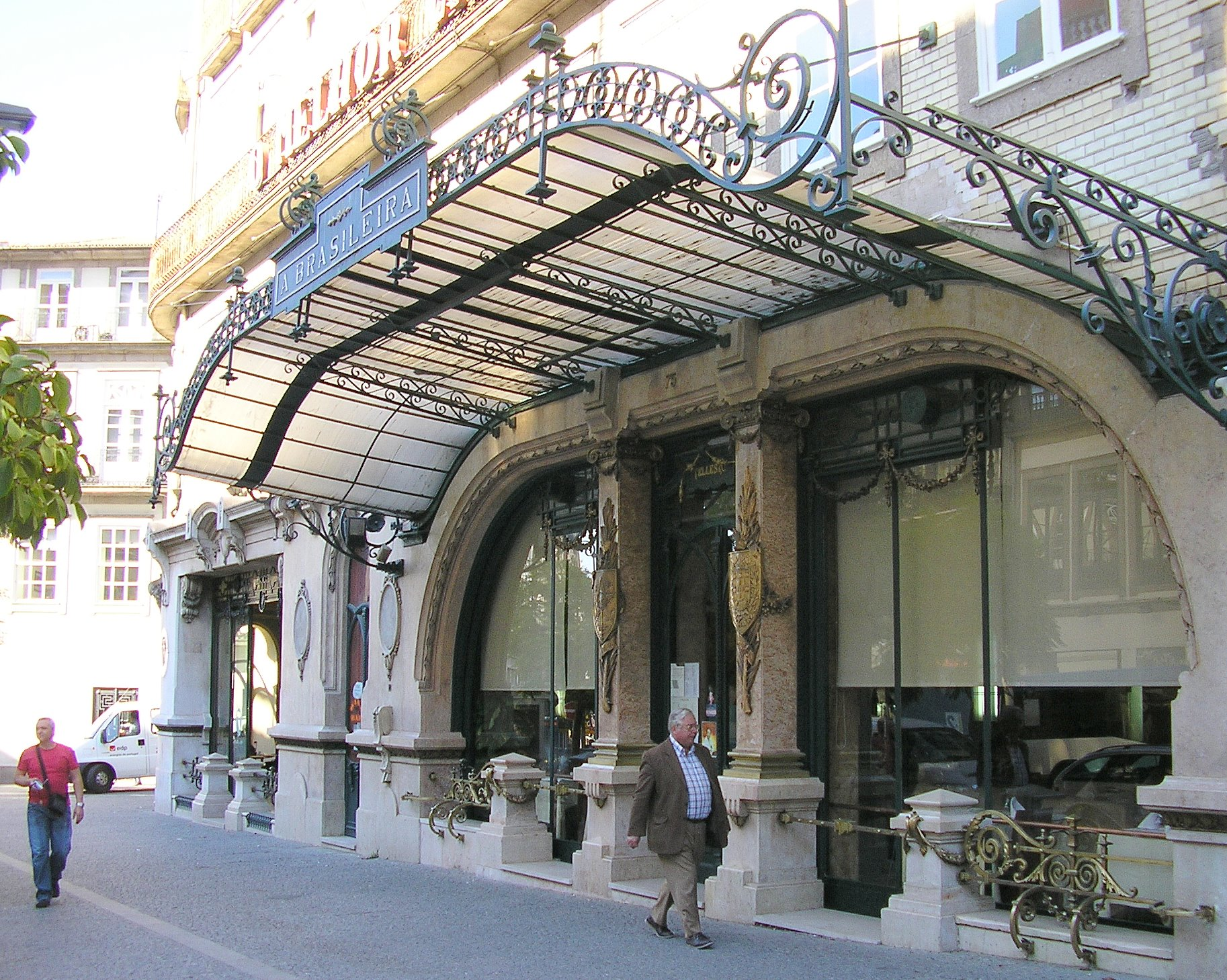
Außenansicht des Café A Brasileira (2009), vom Teatro Sá da Bandeira aus gesehen
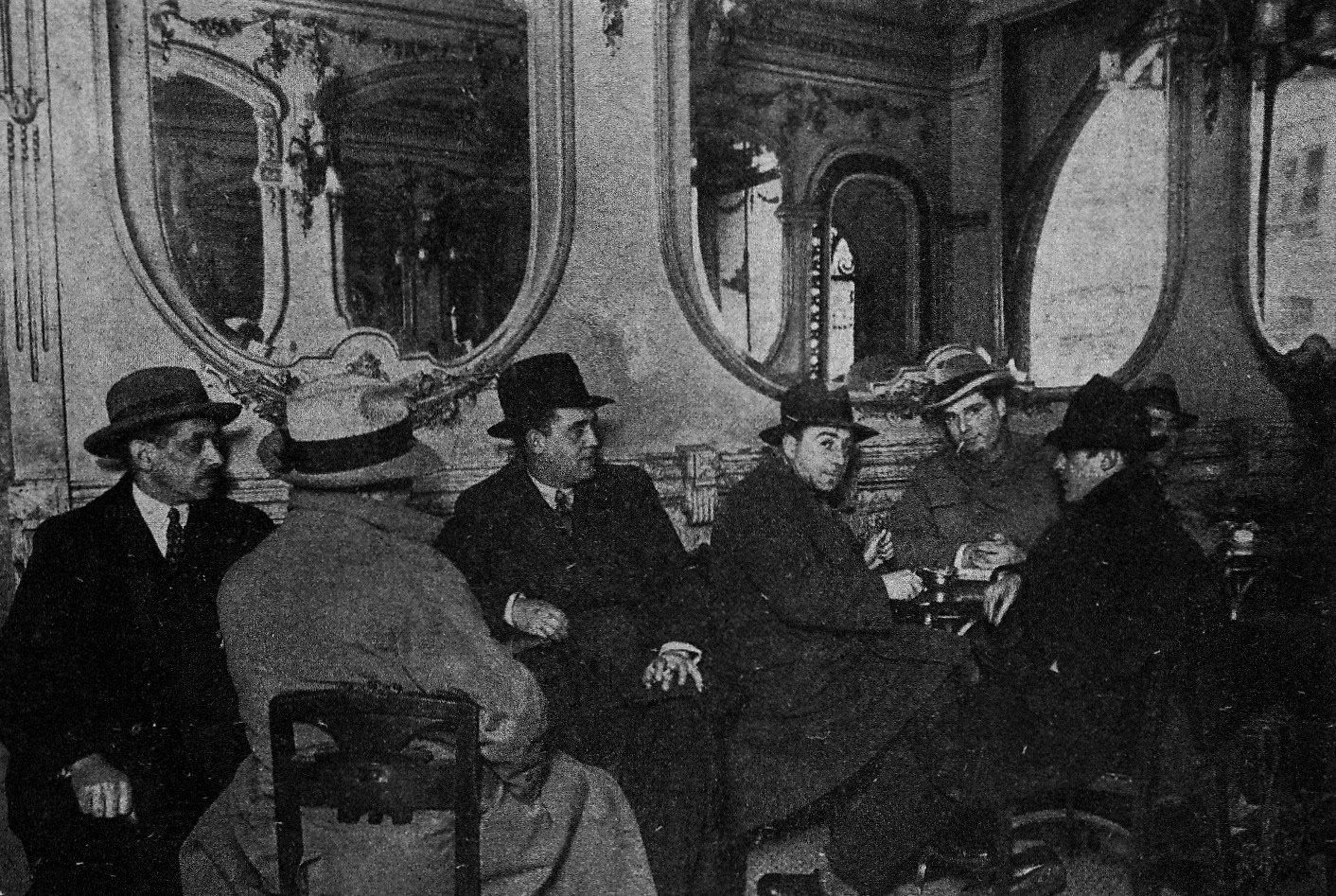
Historisches Foto aus dem Café A Brasileira
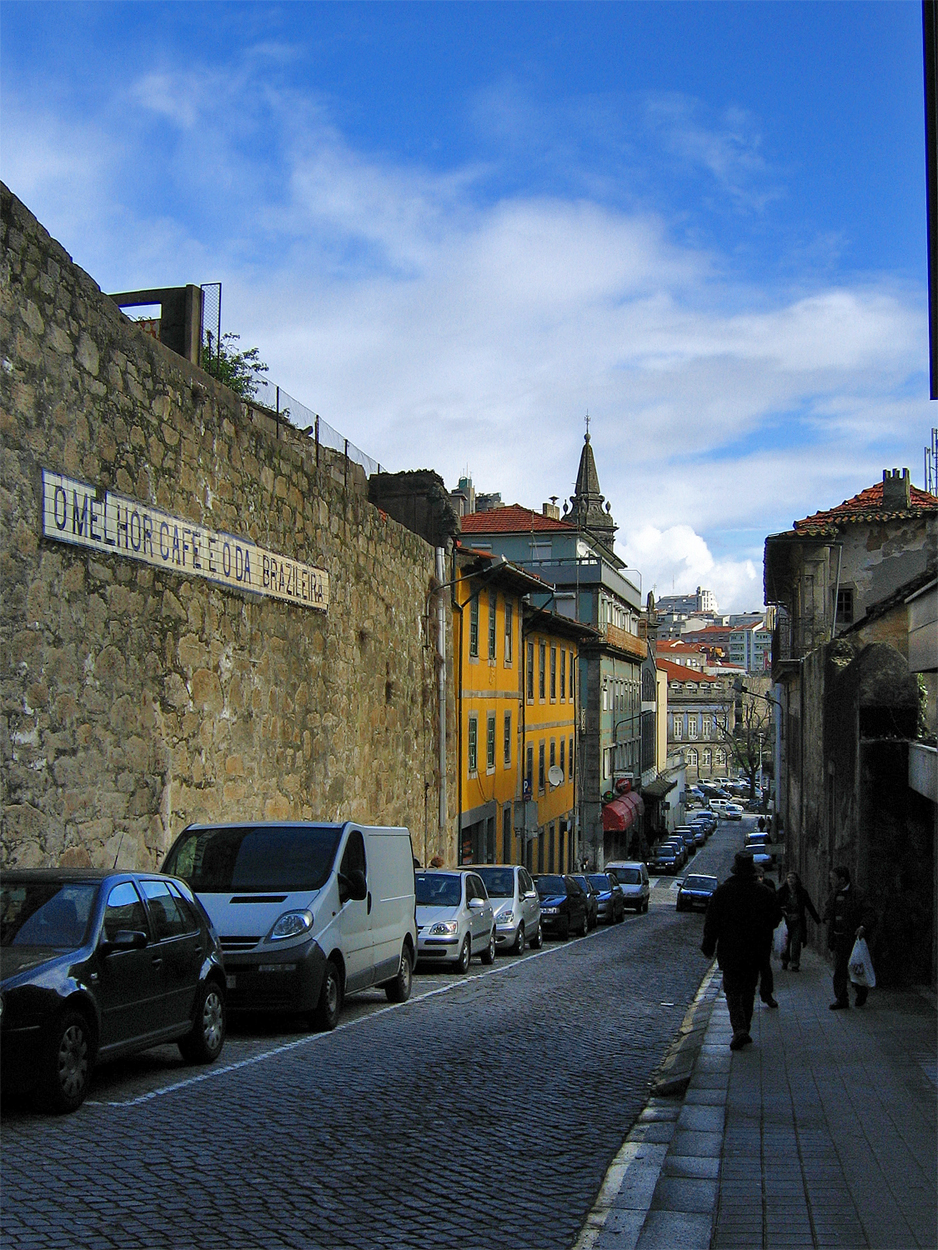
O melhor café é o da Brazileira – Der Beste Kaffee ist der von A Brazileira: alte Azulejo-Werbetafel des Cafés in der Rua da Trindade in Porto